# Newspaper Rock (Arizona)
Pour les articles homonymes, voir Newspaper Rock.
Newspaper Rock est un site pétroglyphique du comté d'Apache, dans l'Arizona, aux États-Unis. Protégé au sein du parc national de Petrified Forest, il est lui-même inscrit au Registre national des lieux historiques depuis le 12 juillet 1976.